# Szívós István (vízilabdázó, 1920)
Id. Szívós István (Szeged, 1920. augusztus 20. – Budapest, 1992. június 22.) olimpiai bajnok magyar vízilabdázó, úszó, edző. Fia ifj. Szívós István szintén olimpiai bajnok vízilabdázó, unokája Szivós Márton világbajnok vízilabdázó.

## Játékos-pályafutása
1931-ben kezdte el az úszást a Szegedi Úszó Egyletben, majd amikor a család 1932-ben felköltözött a fővárosba, rövid ideig a BESZKÁRT kölyökcsapatában volt labdarúgó. Még ugyanebben az évben a Magyar Úszó Egylet (MÚE) sportolója lett. 1935-ben kezdte a vízilabdázást, két évvel később a másodosztályt nyert csapat tagja, ekkor kapott meghívót a válogatottba. 1940-ben a Magyar AC-hoz igazolt. 1942-ben egy évig frontszolgálatos volt, majd 1943-ban megnyerte a magyar vízilabda-bajnokságot.
1945-ben a Budapesti Vasas vízilabdacsapatának alapítója volt Jeney Lászlóval, Markovits Kálmánnal és Brandi Jenővel. 1945 és 1946, valamint 1949 és 1958 között játszott a Vasasban. A köztes időszakban a Vörös Lobogó, illetve az MTK játékosa volt. A Vasassal egyszer, 1953-ban nyert magyar bajnokságot.
Pályafutása során három nyári olimpián vett részt. Az 1948-as londoni olimpián ezüstérmet szerzett a válogatottal, az 1952-es helsinki olimpián és a legendás 1956-os melbourne-i olimpián pedig olimpiai aranyérmet szerzett. Emellett Melbourne-ben indult úszásban is.
1947-ben negyedik volt az Eb-n. 1954-ben, a torinói Európa-bajnokságon a győztes vízilabda-csapat tagja volt. Ezen kívül kétszeres magyar bajnok is volt folyamúszásban. Hatvannégy alkalommal szerepelt a vízilabda-válogatottban. Technikás játékosnak számított, aki pontos dobásai mellett játékának szépségével is feltűnt.

## Edzői pályafutása
1957-ben kezdett edzősködni korábbi klubjánál, a Vasasnál, majd 1959-ben a MAFC edzője lett. 1962-ben edzői, majd szakedzői diplomát szerzett. 1964 és 1966 között az egyiptomi vízilabda-válogatott szövetségi kapitánya, majd 1967-ben az újonnan alakult Orvosegyetem SC vezetőedzője lett, mellyel kétszer nyert magyar bajnokságot és egyszer Magyar Kupát. 1970-től a klub szaktanácsadójaként dolgozott. Edzői munkája mellett játékvezetőként is dolgozott.

## Eredményei
Vízilabdázóként
- Olimpiai játékok
  - bajnok (1952, 1956)
  - második (1948)
- Európa-bajnokság
  - bajnok1954
- Magyar bajnokság
  - bajnok (1943, 1953)
  - második (1945, 1948, 1950, 1951, 1952)
  - harmadik (1946, 1949, 1956)
- Magyar kupa
  - győztes (1946)

Úszóként
- Magyar bajnokság
  - bajnok: folyamúszás csapat (1939, 1941); vegyes váltó (1944)
  - harmadik: 100 m hát (1945); 200 m hát (1945); vegyes váltó (1951)

## Családja
Sógora, Győrfi Endre szintén vízilabdázó volt. Fia, ifj. Szívós István is vízilabdázott, az 1976-os montréali olimpián győztes válogatott tagja, majd a Ferencvárosi TC elnöke volt. Unokája, Szivós Márton világbajnok vízilabdázó.

## Díjai, elismerései
- A Magyar Népköztársasági Érdemérem ezüst fokozata (1950)
- A Magyar Népköztársaság kiváló sportolója (1951)[1]
- A Magyar Népköztársasági Érdemérem arany fokozata (1952)
- A Magyar Népköztársaság Érdemes Sportolója (1954)[2]
- Az Úszó Hírességek Csarnokának tagja (1997)

## Emlékezete
- A szigligeti kikötőt Szivós Istvánról nevezték el (2012).

## További információk

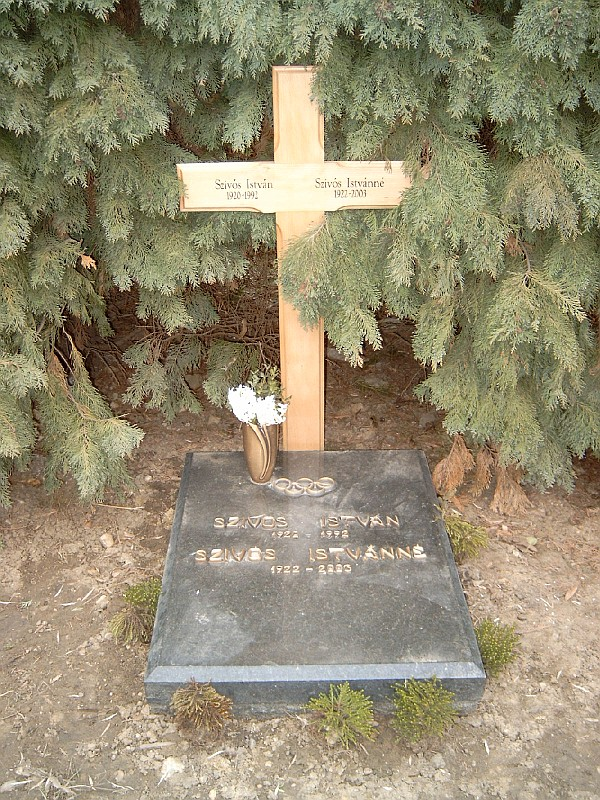
Szívós István sírja Budapesten. Farkasréti temető: 60/2-főút-5.